# بريستول إف 2 فايتر
بريستول فايتر إف 2 (بالإنجليزية: Bristol F.2 Fighter)‏ هي طائرة مقاتلة وطائرة استطلاع من الحرب العالمية الأولى، ذات السطحين وبمقعدين كانت تستخدم من الفيلق الجوي الملكي، أنتجت في 1916 في بريطانيا. من صناعة شركة طائرات بريستول. كان أول طيران لها في 9 سبتمبر 1916. انتهت خدمتها في 1930. صنع منها 5,329 طائرة.

## المستخدمون
- القوات الجوية البولندية